# Merten
Merten là một xã trong vùng Grand Est, thuộc tỉnh Moselle, quận Boulay-Moselle, tổng Bouzonville. Tọa độ địa lý của xã là 49° 14' vĩ độ bắc, 06° 40' kinh độ đông. Merten nằm trên độ cao trung bình là 200 mét trên mực nước biển, có điểm thấp nhất là 196 mét và điểm cao nhất là 305 mét. Xã có diện tích 5,23 km², dân số vào thời điểm 1999 là 1594 người; mật độ dân số là 304 người/km².

## Thông tin nhân khẩu
| 1962  | 1968  | 1975  | 1982  | 1990  | 1999  |
| ----- | ----- | ----- | ----- | ----- | ----- |
| 1.133 | 1.467 | 1.706 | 1.668 | 1.598 | 1.594 |